# Robert W. Bower
Robert W. Bower (Santa Mônica, 12 de junho de 1936) é um físico estadunidense.